# Chênex
Chênex település Franciaországban, Haute-Savoie megyében. Lakosainak száma 790 fő (2022. január 1.). Chênex Dingy-en-Vuache, Jonzier-Épagny, Valleiry, Vers és Viry községekkel határos.

## Népesség
A település népességének változása:
| Lakosok száma | 730  | 806  | 822  | 828  | 813  | 810  | 807  | 799  | 790  |
|               | 2013 | 2015 | 2016 | 2017 | 2018 | 2019 | 2020 | 2021 | 2022 |